# T Leporis
T Leporis är en pulserande variabel av Mira Ceti-typ (M) i stjärnbilden Haren.
Stjärnan har en visuell magnitud som varierar mellan +7,4 och 14,3 med en period av 372 dygn.